# Tercera Federación - Grupo VI 2025-26
La temporada 2025-26 del Grupo VI de la Tercera Federación de fútbol comenzará el 7 de septiembre de 2025 y finalizará el 10 de mayo de 2026. Posteriormente se disputará la promoción de ascenso entre el 17 de mayo y el 7 de junio en su fase territorial, y para finalizar en su fase nacional entre el 14 y 21 de junio. Se trata de la quinta edición tras la restructuración de las categorías no profesionales por parte de la RFEF a causa de la pandemia global causada por el Coronavirus; y es la quinta categoría a nivel nacional.

## Sistema de competición
Participan dieciocho clubes encuadrados en un único grupo. Se enfrentan todos contra todos en dos ocasiones -una en campo propio y otra en campo contrario- durante un total de 34 jornadas. El orden de los encuentros se decide por sorteo antes de empezar la competición. La Federación de Fútbol de la Comunidad Valenciana es la responsable de designar las fechas de los partidos y los árbitros de cada encuentro, reservando al equipo local la potestad de fijar el horario exacto de cada encuentro.
Una vez finalizada la competición, el primer clasificado asciende directamente a Segunda Federación y se proclama campeón de Tercera Federación.
Los clasificados entre el segundo y el quinto lugar disputan un Play Off territorial en formato de eliminatorias a doble partido ida y vuelta. En caso de empate el vencedor de la eliminatoria es el equipo mejor clasificado. El equipo vencedor de este Play Off se clasifica a la Promoción de ascenso a Segunda Federación que tiene carácter de final interterritorial.
Los tres últimos clasificados descienden directamente a Lliga Comunitat. Puede haber más descensos por arrastre provocados por descensos de superior categoría.

## Ascensos y descensos
| Pos. | Ascendidos a 2.ª Federación |
| ---- | --------------------------- |
| 1.º  | C. D. Castellón B           |

| Pos. | Descendidos de 2.ª Federación |
| ---- | ----------------------------- |
| 16.º | U. D. Alzira                  |

| Pos.     | Ascendidos de Lliga Comunitat |
| -------- | ----------------------------- |
| 1º Norte | C. D. Buñol                   |
| 1º Sur   | Hércules C. F. "B"            |
| 3º Norte | Recambios Colón C. D.         |

| Pos. | Descendidos a Lliga Comunitat |
| ---- | ----------------------------- |
| 16.º | C. F. Benidorm                |
| 17.º | Patacona C. F.                |
| 18.º | U. D. Rayo Ibense             |

## Equipos

### Listado de equipos
| Equipo                         | Localidad               | Estadio                          | Capacidad |
| ------------------------------ | ----------------------- | -------------------------------- | --------- |
| U. D. Alzira                   | Alcira                  | Luis Suñer Picó                  | 5000      |
| Athletic Torrellano            | Torrellano (Elche)      | Isabel Fernández                 | 3000      |
| Atlético Levante U. D.         | Valencia                | Ciudad Deportiva de Buñol        | 1000      |
| Atlético Saguntino             | Sagunto                 | Nou Camp de Morvedre             | 4000      |
| Atzeneta U. E.                 | Adzaneta de Albaida     | El Regit                         | 1500      |
| C. D. Buñol                    | Buñol                   | Beltrán Báguena                  | 3000      |
| U. D. Castellonense            | Villanueva de Castellón | Camp Municipal de L'Almenà       | 1500      |
| Crevillente Deportivo          | Crevillente             | Enrique Miralles                 | 3500      |
| Hércules C. F. "B"             | Alicante                | Ciudad Deportiva de Alicante     | 3000      |
| F. C. Jove Español San Vicente | San Vicente del Raspeig | Ciudad Deportiva de San Vicente  | 2500      |
| C. F. La Nucía                 | La Nucía                | Estadio Olímpico Camilo Cano     | 5000      |
| Ontinyent 1931 C. F.           | Onteniente              | El Clariano                      | 4000      |
| Recambios Colón C. D.          | Aldaya                  | El Perdiguer                     | 1000      |
| C. D. Roda                     | Villarreal              | Ciudad Deportiva Pamesa Cerámica | 5000      |
| C. D. Soneja                   | Soneja                  | Municipal "El Arco"              | 1000      |
| C. D. Utiel                    | Utiel                   | La Celadilla                     | 2000      |
| U. D. Vall de Uxó              | Vall de Uxó             | Estadio José Mangriñán           | 4000      |
| Villarreal C. F. "C"           | Villarreal              | Ciudad Deportiva Pamesa Cerámica | 5000      |

| Alzira At. Torrellano At. Levante At. Saguntino Atzeneta Buñol Castellonense Crevillente Hércules "B" Jove Español La Nucía Ontinyent 1931 Recambios Roda Soneja Utiel Vall de Uxó Villarreal "C" |

### Equipos por provincia
| N.º | Provincia | Equipos |
| --- | --------- | --- |
| 5   | Alicante  | Athletic Torrellano, Crevillente Deportivo, Hércules "B" Jove Español y La Nucía                                       |
| 4   | Castellón | Roda, Soneja, Vall de Uxó y Villarreal "C".                                                                            |
| 9   | Valencia  | Alzira, Atlético Levante, Atlético Saguntino, Atzeneta, Buñol, Castellonense, Ontinyent 1931, Recambios Colón y Utiel. |

## Clasificación
| Pos. | Equipo                         | Pts. | PJ | G | E | P | GF | GC | Dif. |                                                    |
| ---- | ------------------------------ | ---- | -- | - | - | - | -- | -- | ---- | -------------------------------------------------- |
| 1    | U. D. Alzira                   | 0    | 0  | 0 | 0 | 0 | 0  | 0  | 0    | Ascenso a Segunda Federación y Copa del Rey        |
| 2    | Athletic Club Torrellano       | 0    | 0  | 0 | 0 | 0 | 0  | 0  | 0    | Acceso a Promoción de Ascenso a Segunda Federación |
| 3    | Atlético Levante U. D.         | 0    | 0  | 0 | 0 | 0 | 0  | 0  | 0    | Acceso a Promoción de Ascenso a Segunda Federación |
| 4    | Atlético Saguntino             | 0    | 0  | 0 | 0 | 0 | 0  | 0  | 0    | Acceso a Promoción de Ascenso a Segunda Federación |
| 5    | Atzeneta U. E.                 | 0    | 0  | 0 | 0 | 0 | 0  | 0  | 0    | Acceso a Promoción de Ascenso a Segunda Federación |
| 6    | C. D. Buñol                    | 0    | 0  | 0 | 0 | 0 | 0  | 0  | 0    |                                                    |
| 7    | U. D. Castellonense            | 0    | 0  | 0 | 0 | 0 | 0  | 0  | 0    |                                                    |
| 8    | Crevillente Deportivo          | 0    | 0  | 0 | 0 | 0 | 0  | 0  | 0    |                                                    |
| 9    | Hércules C. F. "B"             | 0    | 0  | 0 | 0 | 0 | 0  | 0  | 0    |                                                    |
| 10   | F. C. Jove Español San Vicente | 0    | 0  | 0 | 0 | 0 | 0  | 0  | 0    |                                                    |
| 11   | C. F. La Nucía                 | 0    | 0  | 0 | 0 | 0 | 0  | 0  | 0    |                                                    |
| 12   | Ontinyent 1931 C. F.           | 0    | 0  | 0 | 0 | 0 | 0  | 0  | 0    |                                                    |
| 13   | Recambios Colón C. D.          | 0    | 0  | 0 | 0 | 0 | 0  | 0  | 0    |                                                    |
| 14   | C. D. Roda                     | 0    | 0  | 0 | 0 | 0 | 0  | 0  | 0    |                                                    |
| 15   | C. D. Soneja                   | 0    | 0  | 0 | 0 | 0 | 0  | 0  | 0    |                                                    |
| 16   | C. D. Utiel                    | 0    | 0  | 0 | 0 | 0 | 0  | 0  | 0    | Descenso a Lliga Comunitat                         |
| 17   | U. D. Vall de Uxó              | 0    | 0  | 0 | 0 | 0 | 0  | 0  | 0    | Descenso a Lliga Comunitat                         |
| 18   | Villarreal C. F. "C"           | 0    | 0  | 0 | 0 | 0 | 0  | 0  | 0    | Descenso a Lliga Comunitat                         |

Los primeros partidos se disputarán el 7 de septiembre de 2025.
 Fuente: BeSoccer

### Evolución de la clasificación
| Jornada | 1 | 2 | 3 | 4 | 5 | 6 | 7 | 8 | 9 | 10 | 11 | 12 | 13 | 14 | 15 | 16 | 17 | 18 | 19 | 20 | 21 | 22 | 23 | 24 | 25 | 26 | 27 | 28 | 29 | 30 | 31 | 32 | 33 | 34 |
| Equipo  |   |   |   |   |   |   |   |   |   |    |    |    |    |    |    |    |    |    |    |    |    |    |    |    |    |    |    |    |    |    |    |    |    |    |
| ------- | - | - | - | - | - | - | - | - | - | -- | -- | -- | -- | -- | -- | -- | -- | -- | -- | -- | -- | -- | -- | -- | -- | -- | -- | -- | -- | -- | -- | -- | -- | -- |
|         |   |   |   |   |   |   |   |   |   |    |    |    |    |    |    |    |    |    |    |    |    |    |    |    |    |    |    |    |    |    |    |    |    |    |

## Resultados
| Local \ Visitante              | ALZ | ACT | ATL | ATS | ATZ | BUÑ | CAS | CRE | HER | JOV | LAN | ONT | REC | ROD | SON | UTI | VAL | VIL |
| ------------------------------ | --- | --- | --- | --- | --- | --- | --- | --- | --- | --- | --- | --- | --- | --- | --- | --- | --- | --- |
| U. D. Alzira                   | —   |     |     |     |     |     |     |     |     |     |     |     |     |     |     |     |     |     |
| Athletic Club Torrellano       |     | —   |     |     |     |     |     |     |     |     |     |     |     |     |     |     |     |     |
| Atlético Levante U. D.         |     |     | —   |     |     |     |     |     |     |     |     |     |     |     |     |     |     |     |
| Atlético Saguntino             |     |     |     | —   |     |     |     |     |     |     |     |     |     |     |     |     |     |     |
| Atzeneta U. E.                 |     |     |     |     | —   |     |     |     |     |     |     |     |     |     |     |     |     |     |
| C. D. Buñol                    |     |     |     |     |     | —   |     |     |     |     |     |     |     |     |     |     |     |     |
| U. D. Castellonense            |     |     |     |     |     |     | —   |     |     |     |     |     |     |     |     |     |     |     |
| Crevillente Deportivo          |     |     |     |     |     |     |     | —   |     |     |     |     |     |     |     |     |     |     |
| Hércules C. F. "B"             |     |     |     |     |     |     |     |     | —   |     |     |     |     |     |     |     |     |     |
| F. C. Jove Español San Vicente |     |     |     |     |     |     |     |     |     | —   |     |     |     |     |     |     |     |     |
| C. F. La Nucía                 |     |     |     |     |     |     |     |     |     |     | —   |     |     |     |     |     |     |     |
| Ontinyent 1931 C. F.           |     |     |     |     |     |     |     |     |     |     |     | —   |     |     |     |     |     |     |
| Recambios Colón C. D.          |     |     |     |     |     |     |     |     |     |     |     |     | —   |     |     |     |     |     |
| C. D. Roda                     |     |     |     |     |     |     |     |     |     |     |     |     |     | —   |     |     |     |     |
| C. D. Soneja                   |     |     |     |     |     |     |     |     |     |     |     |     |     |     | —   |     |     |     |
| C. D. Utiel                    |     |     |     |     |     |     |     |     |     |     |     |     |     |     |     | —   |     |     |
| U. D. Vall de Uxó              |     |     |     |     |     |     |     |     |     |     |     |     |     |     |     |     | —   |     |
| Villarreal C. F. "C"           |     |     |     |     |     |     |     |     |     |     |     |     |     |     |     |     |     | —   |